# الهند الكبرى

يُعتَبر المجال الحضاري الهندي أو المجال الهندي منطقة مكونة من العديد من البلدان والمناطق في جنوب وجنوب شرق آسيا التي تأثرت تاريخيًا بالثقافة الهندية واللغة السنسكريتية. يستخدم مصطلح الهند العظمى ليشمل الامتداد التاريخي والجغرافي لجميع الكيانات السياسية في شبه القارة الهندية، والمناطق المرتبطة ثقافياً بالهند أو تلك التي اصطبغت بشكل كبير بالسنسكريتية والأثر الثقافي الهندي. تفاوت التحول في هذه البلدان تبعًا لتقبل العناصر الثقافية والمؤسسية في الهند وتعريفها. منذ حوالي 500 سنة قبل الميلاد، أدّى التوسع في التجارة البرية والبحرية في آسيا إلى انتعاش اجتماعي واقتصادي وثقافي طويل الأمد، ما نشر المعتقدات الهندوسية والبوذية في كوزمولوجية المنطقة، وبشكل خاص في جنوب شرق آسيا وسريلانكا. غالبًا ما اتخذت عملية نقل الأفكار في آسيا الوسطى منحى دينيًا.
بحلول القرون الأولى للحقبة العامة، استوعبت معظم إمارات جنوب شرق آسيا بشكل فعلي الجوانب التعريفية الهندوسية في المجالات الثقافية والدينية والإدارية. طُرحَت فكرة الملكية الإلهية عن طريق مفاهيم هاريهارا، سنسكريت وغيرها من أنظمة علم النقائش الهندية المعتمَدة بصورة رسمية، مثل تلك الموجودة في عهد سلالة بالافا الحاكمة في جنوب الهند وسلالة تشالوكيا الحاكمة. تميزت هذه الممالك الخاضعة لعملية (التهنيد)، كما وصفها جورج كاديس في كتابه (التاريخ القديم للشعوب الهندوسية في الشرق الأقصى)، بالقدرة المفاجئة على التكيّف والنزاهة السياسية والاستقرار الإداري.
نلاحظ بالاتجاه نحو الشمال، قبول الأفكار الدينية الهندية في كوزمولوجية شعوب الهيمالايا، وبشكل كبير في التيبت وبوتان. امتدت الرهبانية البوذية إلى أفغانستان وأوزبكستان وأجزاء أخرى من آسيا الوسطى، ولاقت النصوص والأفكار البوذية قبولًا سريعًا في الصين واليابان في الشرق. تقاربت الثقافة الهندية مع إيران العظمى في جبال هندوكوش وجبال بامير.

## الاستعمال المتغاير واستخدامات الأخرى
في القرن العشرين، تألّف تاريخ الفن وعلم اللغويات والمجالات ذات الصلة من «جميع الأراضي الآسيوية بما في ذلك بورما وجافا وكمبوديا وبالي وحكومات تشامبا وفانان السابقة لفيتنام الحالية» التي تركت الثقافة الهندية فيها «بصمة في شكل المعالم الأثرية والنقوش وغيرها من دلائل عملية التهنيد عبر التاريخ». في بعض الروايات، اندرجت العديد من مجتمعات المحيط الهادئ ومعظم العالم البوذي بما في ذلك سيلون والتيبت وآسيا الوسطى وحتى اليابان ضمن هذه الشبكة من «مستعمرات الثقافة» الهندية. لا يعود استخدام هذا المصطلح الخاص (بمعنى «مجال التأثير» الثقافي الهندي) في فترة ما قبل العشرينات، واستمر استخدامه حتى سبعينيات القرن الماضي في التاريخ وفيما بعد في مجالات أخرى.

### الخرائطية الأوروبية وعلم أسماء البلدان
شاع مفهوم الهند الثلاثية (ثري اندياز) في أوروبا في الفترة ما قبل الصناعية. شكّلت الهند العظمى الجزء الجنوبي من جنوب آسيا، أما الهند الصغرى، فقد وُجدِت في الجزء الشمالي من جنوب آسيا، وتمثلت الهند الوسطى في المنطقة القريبة من الشرق الأوسط. استخدم المصطلح البرتغالي (بالبرتغالية: انديا مايور) منذ منتصف القرن الخامس عشر على الأقل. دلّ هذا المصطلح، الذي تباين استخدامه بدقة، في بعض الأحيان على شبه القارة الهندية؛ فاستخدم الأوروبيون مجموعة متنوعة من المصطلحات المتعلقة بجنوب آسيا لتسمية شبه جزيرة جنوب آسيا، بما في ذلك الهند العليا، والهند العظمى، والهند الخارجية، والهند المائية.
مع ذلك، امتدت الهند الكبرى (أو إنديا ماجور) تبعًا لما أوردته الرحلات البحرية الأوروبية، من ساحل مليبار (كيرالا الحالية) إلى إنديا إكسترا جانجيم (تعني حرفيًا «الهند وراء نهر الجانجي»، ولكن عادةً يُقال الهند الشرقية، أي أرخبيل الملايو حاليًا) وامتدت الهند الصغرى، من مليبار إلى السند. استخدم مصطلح الهند الأقصى في بعض الأحيان لتغطية كل جنوب شرق آسيا الحديثة.  أمكن استخدام كلمة الهند حتى القرن الرابع عشر للدلالة على مناطق على طول البحر الأحمر، بما في ذلك الصومال وجنوب الجزيرة العربية وإثيوبيا (على سبيل المثال، يقول ديودور الصقلي في القرن الأول قبل الميلاد: «يبدأ النيل في الهند» ويقول ماركو بولو في القرن الرابع عشر: «الهند الصغرى... تضم... الحبشة (إثيوبيا)»
في أواخر القرن التاسع عشر، أشارت الهند العظمى جغرافيًّا إلى الهند البريطانية، وهندستان (شبه القارة الشمالية الغربية) التي شملت البنجاب، وجبال الهيمالايا، وامتدت شرقًا إلى الهند الصينية (بما في ذلك التيبت وبورما)، وأجزاء من إندونيسيا (وهي جزر سوندا وبورنيو وسيليبيز)، والفلبين. حددت الأطالس الألمانية الهند الأمامية (فوردر إنديا) في شبه جزيرة جنوب آسيا، والهند الخلفية (هينتر إنديا) في جنوب شرق آسيا.

### الجيولوجيا
تشير الهند العظمى، أو حوض الهند العظمى إلى «الصفيحة الهندية بالإضافة إلى امتداد شمالي مفترض»، وهو نتاج الاصطدام بين الهند وآسيا. على الرغم من استخدامه في الجيولوجيا قبل ظهور نظرية الصفائح التكتونية، فقد شهد المصطلح زيادة استخدامه منذ السبعينيات.
يبقى حدوث هذا التقارب بين الهند وآسيا (الصفيحة الهندية والأوراسية) زمانيًا ومكانيًا غير معروف، قبل 52 مليون عام أو حتى قبل ذلك. تقاربت الصفائح حتى 3600 كم (2200 ميل) ± 35 كم (22 ميل). وُثّق تقلص القشرة العلوية في السجلات الجيولوجية لآسيا وجبال الهيمالايا بما يصل إلى حوالي 2350 كم (1460 ميل).

### الحركة الوطنية
شاع مصطلح الهند العظمى بسبب ترويج استخدامه من قبل شبكة من العلماء البنغاليين في عشرينيات من القرن الماضي والذين كانوا جميعًا أعضاء في حركة جمعية الهند العظمى ومقرها كلكتا. كان من بين قادة الحركة الأوائل المؤرخ آر. سي. ماجومدار (1888-1980)، وعلماء الفلسفة سونيتي كومار تشاترجي (1890-1977) وبي. بي. باغشي (1898-1956)، والمؤرخون فاناندراناث بوسي وكاليداس ناج (1891-1966).
ارتبط مصطلح الهند العظمى -سواء كان متعلقًا أو منفصلاً عن فكرة التوسع الهندوسي القديم في جنوب شرق آسيا- بكل من القومية الهندية والقومية الهندوسية.

## التهنيد
يصف مفهوم الممالك الخاضعة «للتهنيد»، -وهو مصطلح صاغه جورج كوديس- إمارات جنوب شرق آسيا التي ازدهرت منذ أوائل الحقبة المشتركة نتيجة لقرون من التفاعل الاجتماعي والاقتصادي، فأدخلت الجوانب المركزية للمؤسسات الخاضعة للتهنيد، والدين، وفن الحكم، والإدارة، والثقافة وعلم المنقوشات والأدب والعمارة.
تسبب التوسع التجاري في العصر الحديدي في إعادة ترتيب المشهد الجيواستراتيجي الإقليمي. مثلت جنوب شرق آسيا حينها المنطقة المركزية لتقارب طرق التجارة البحرية بين الهند وشرق آسيا، التي كانت أساس النمو الاقتصادي والثقافي. ظهرت الممالك الهندوسية الأولى في سومطرة وجافا، ثم حكومات البر الرئيس مثل فونان وتشامبا. شجع اعتماد عناصر الحضارة الهندية والتكيف الفردي على ظهور الدول المركزية وتطوير المجتمعات عالية التنظيم. أدرك الزعماء المحليون الطموحون فوائد الهندوسية والأساليب الهندية في الإدارة والثقافة والأدب وإلخ. كانت القواعد المتماشية مع المبادئ الأخلاقية العالمية -الممثلة في مفهوم الديفاراجا- أكثر جاذبية من المفهوم الصيني للوسطاء.

### التمييز عن الاستعمار
تختلف عملية التهنيد عن الاستعمار المباشر بعدم وجود منظمات من شبه القارة الهندية على هذه الأراضي الخاضعة لعملية التهنيد، مع استثناءات مثل غزو سلالة تشولا في العصور الوسطى. بدلاً من ذلك، تغلغل التأثير الثقافي الهندي، الناتج عن استخدام طرق التجارة ونطق اللغة، ببطء في جنوب شرق آسيا، ما جعل التقاليد جزءًا من المنطقة. تميزت التفاعلات بين الهند وجنوب شرق آسيا بمراحل من التأثير والهيمنة. وجد تأثير الحضارة الهندية طريقه في بعض المراحل إلى المنطقة فقط، وفي مراحل أخرى، استُخدم هذا التأثير بهدف فرض السيطرة. نُظر إلى التهنيد على أنه التأثير الكامل لجميع جوانب تاريخ جنوب شرق آسيا. اعتبرت جنوب شرق آسيا مكانًا دون تاريخ قبل سطوة تأثير الثقافة الهندية. حُددت بداية عملية التهنيد ببداية الانطلاقة الثقافية في جنوب شرق آسيا.